# 五島高資

五島 高資（ごとう たかとし、1968年（昭和43年）5月23日 - ）は、俳人、医師（博士（医学））、地域学者。別号、篁風（こうふう）。栃木県宇都宮市在住。なお五島高資というのは本名ではなく俳人名。

## 略歴
長崎県長崎市出身。幼いころより俳句に触れ、1982年には長崎新聞ジュニア俳壇年間優秀賞を受賞。「ホトトギス」の森大鈴に師事。1987年、長崎県立長崎東高等学校を卒業し、自治医科大学医学部に入学。1988年より「土曜」に加入し、隈治人に師事。1990年、全国学生俳句大会推薦大賞兼文部大臣奨励賞を受賞。1993年、自治医科大学を卒業。1996年には最初の句集となる「海馬」を出版した。1998年にはインターネット上の俳句会「俳句スクエア」を開設する。同年、金子兜太に師事する。自治医科大学大学院博士課程修了。
現在、「俳句スクエア」代表、「海程」同人、「豈」同人、日本文藝家協会会員、現代俳句協会会員、日本ペトログラフ協会会員、邪馬台国の会会員、国立博物館特別支援者、宇都宮市文化財ボランティア協議会会員、宇都宮国際文化協会会員。趣味は剣道で2段。

## 年表
- 1968年5月23日、長崎市片淵町に生まれる。
- 1980年、「ホトトギス」の森大鈴に師事。
- 1988年、「土曜」主宰の隈治人に師事。
- 1990年、全国学生俳句大会推薦大賞兼文部大臣奨励賞受賞（金子兜太選）を受賞[1]。
- 1995年、現代俳句新人賞を受賞。
- 1997年、第一句集『海馬』にて中新田俳句大賞（現・加美俳句大賞）スウェーデン賞を受賞[1]。
- 1998年、インターネット俳句会「俳句スクエア」を創設し主宰。金子兜太に師事。
- 2000年、現代俳句評論賞を受賞。
- 2014年、群馬県立女子大学・群馬学センター、リサーチ・フェロー（地域学）。
- 2015年、月刊「俳句界」(文學の森) 俳句トーナメント選者。栃木シルバー大学講師。
- 2016年、俳句大学副学長 (同大学副理事長)。

## 受賞歴
- 1995年、現代俳句新人賞(第13回)[2]
- 1997年、「海馬」;中新田俳句大賞スウェーデン賞〔平成9年〕[2]
- 1999年、「欲望の世紀と俳句」;現代俳句評論賞(第19回)[1][2]

## 著書

### 句集
- 『海馬』 東京四季出版 1996年 ISBN 4876217750　[2][3]
- 『雷光』 角川書店 2001年 ISBN 404871919X [2][3]
- 『五島高資句集』 文學の森 2004年 ISBN 4861730449　[2][3]
- 『蓬莱紀行』 富士見書房 2005年 ISBN 4829175990　[3]

など。

### 共編著
- 『無敵の俳句生活』（千野帽子、青嶋ひろの、中村安伸、高山れおな、如月真菜、田島健一） ナナ・コーポレート・コミュニケーション 2002年 ISBN 4901491067[2]
- 『俳句大学』 俳句大学  2016年 ISBN 463901306X[2]

### 共著
- 『現代俳句ハンドブック』 雄山閣出版 1995年 ISBN 463901306X[2]
- 『現代俳句大事典』 三省堂 2005年 ISBN 9784385154237[2]
- 『海峡の人-対馬の画家・津江篤朗』 美研インターナショナル（星雲社） 2005年 ISBN 4434064037
- 『21世紀俳句パースペクティブ-現代俳句の領域』 現代俳句協会編 現代俳句協会（日本エディタースクール出版部） 2010年 ISBN 9784888889360
- 「現代俳句一〇〇人二〇句」[2]

など多数。